# Stathmopoda
Stathmopoda é um gênero de mariposa pertencente à família Acrolepiidae.